# لنيوت (كورنوال)
لنيوت (بالإنجليزية: Lanivet)‏ هي قرية و أبرشية مدنية تقع في المملكة المتحدة في إنجلترا. يقدر عدد سكانها بـ 1,961 نسمة .